# Regierung Van Cauwenberghe II
Die Regierung Van Cauwenberghe II war die zwölfte wallonische Regierung. Sie amtierte vom 19. Juli 2004 bis zum 6. Oktober 2005.
In der Legislaturperiode von 1999 bis 2004 regierte eine Koalition von Sozialistischer Partei (PS), dem liberalen Wahlbündnis PRL-FDF-MCC und der grünen Ecolo. Nach der Regionalwahl am 13. Juni 2004 bildeten die PS und die Centre Démocrate Humaniste (CDH) eine Koalition. Jean-Claude Van Cauwenberghe, seit 2000 Ministerpräsident, blieb im Amt.
Nach Korruptionsaffären von Kommunalpolitikern der PS aus Charleroi wuchs der Druck auf Van Cauwenberghe, der von 1983 bis 1999 Bürgermeister von Charleroi war. Cauwenberghe trat am 30. September 2005 zurück. Die Koalition von PS und CDH wurde fortgeführt. Neuer Ministerpräsident wurde Elio di Rupo, der bereits von 1999 bis 2000 Regierungschef war.

## Zusammensetzung
| Amt                                                                                                | Name                         | Partei | Partei | Amtszeit                          |
| -------------------------------------------------------------------------------------------------- | ---------------------------- | ------ | ------ | --------------------------------- |
| Ministerpräsident                                                                                  | Jean-Claude Van Cauwenberghe |        | PS     | 19. Juli 2004– 30. September 2005 |
| stellvertretender Ministerpräsident und Minister für Wohnungen, Verkehr und Raumentwicklung        | André Antoine                |        | CDH    | 19. Juli 2004– 6. Oktober 2005    |
| stellvertretender Ministerpräsident und Minister für Haushalt, Finanzen, Ausrüstung und Kulturerbe | Michel Daerden               |        | PS     | 19. Juli 2004– 6. Oktober 2005    |
| Ministerin für berufliche Weiterbildung                                                            | Marie Arena                  |        | PS     | 19. Juli 2004– 6. Oktober 2005    |
| Minister für innere Angelegenheiten und den öffentlichen Dienst                                    | Philippe Courard             |        | PS     | 19. Juli 2004– 6. Oktober 2005    |
| Ministerin für Forschung, neue Technologien und Außenbeziehungen                                   | Marie-Dominique Simonet      |        | CDH    | 19. Juli 2004– 6. Oktober 2005    |
| Minister für Wirtschaft und Arbeit                                                                 | Jean-Claude Marcourt         |        | PS     | 19. Juli 2004– 6. Oktober 2005    |
| Ministerin für Gesundheit, Soziales und Chancengleichheit                                          | Christiane Vienne            |        | PS     | 19. Juli 2004– 6. Oktober 2005    |
| Minister für Landwirtschaft, den ländlichen Raum, Umwelt und Tourismus                             | Benoît Lutgen                |        | CDH    | 19. Juli 2004– 6. Oktober 2005    |